# Centre sportif de l'Université de Tartu
Le centre sportif de l'Université de Tartu (en estonien : Tartu Ülikooli Spordihoone) est un centre sportif à Tartu en Estonie.

## Présentation
Le centre sportif de l'Université de Tartu est un ensemble de salles polyvalentes. 
Il a été ouvert en 1982 et appartient au club sportif universitaire de l'Université de Tartu.
Le centre est situé sur la rive gauche de l'Emajõgi, dans le quartier d'Ülejõe.

## Galerie

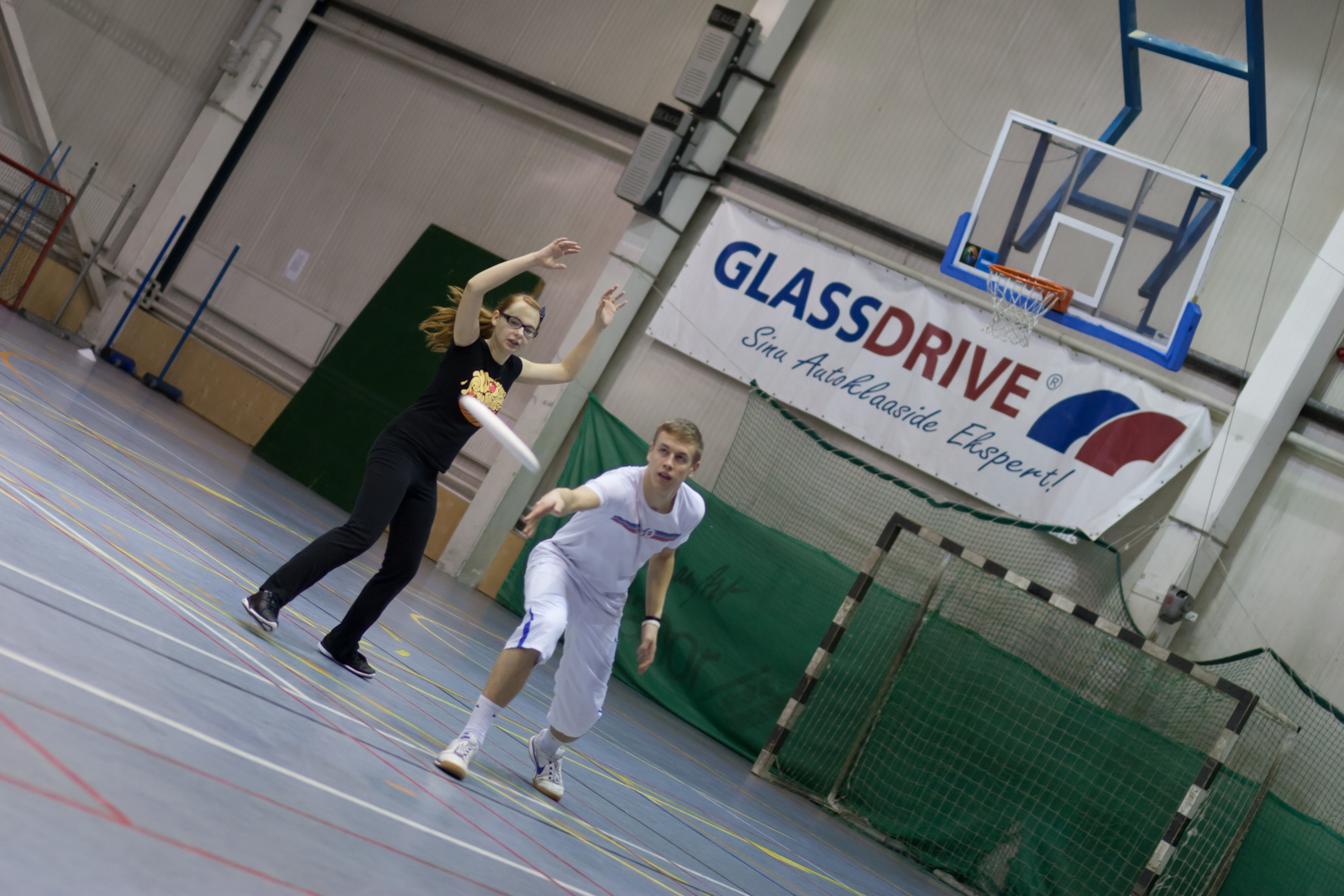
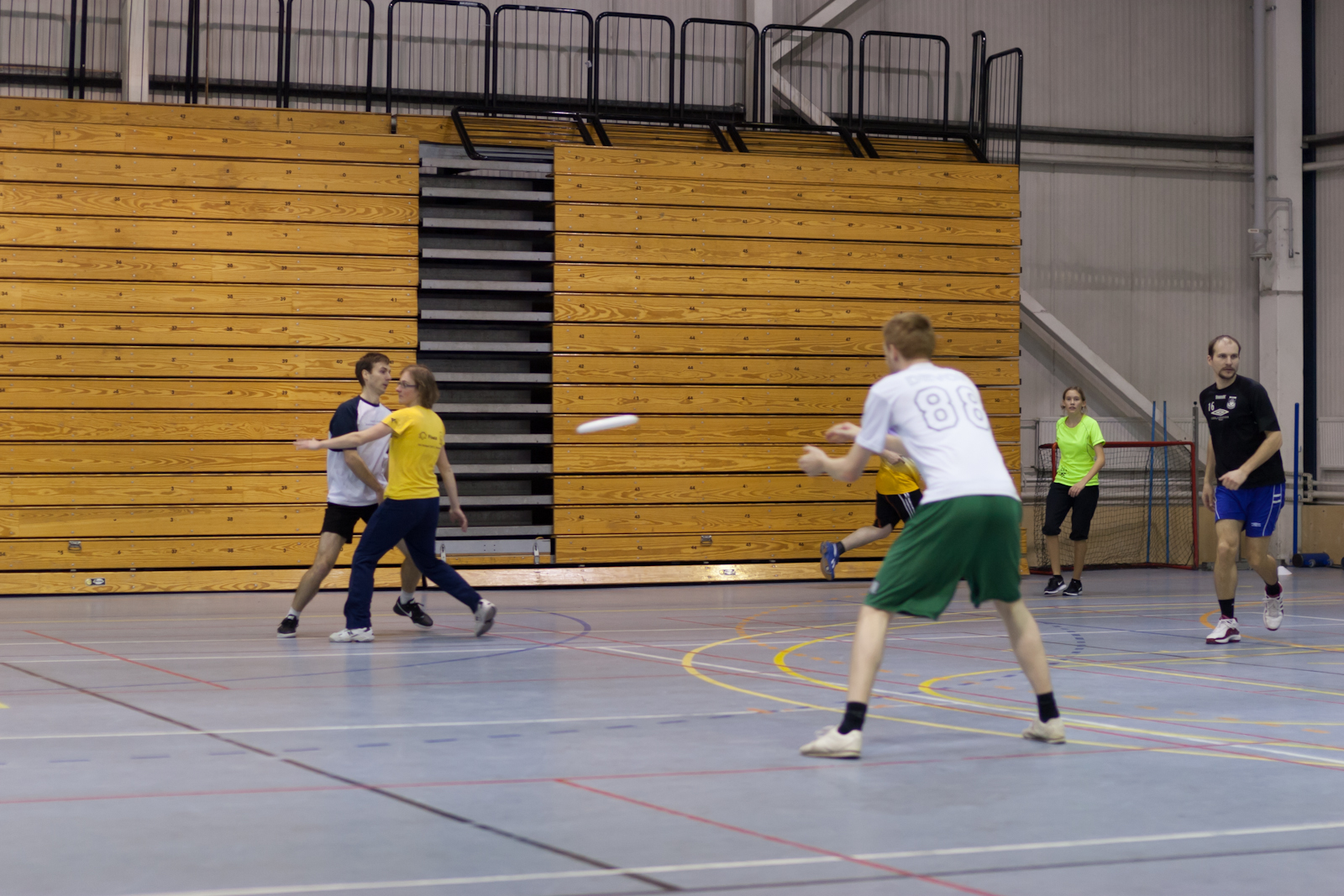